# Schlotheimia angulosa
Schlotheimia angulosa är en bladmossart som beskrevs av Hugh Neville Dixon 1937. Schlotheimia angulosa ingår i släktet Schlotheimia och familjen Orthotrichaceae. Inga underarter finns listade i Catalogue of Life.